# Selección de fútbol sala de Vietnam
La selección de fútbol sala de Vietnam es el equipo representativo del país en las competiciones oficiales organizadas por la Confederación Asiática de Fútbol y la FIFA. Es administrada por la Federación de Fútbol de Vietnam.

## Estadísticas

### Copa Mundial de Futsal FIFA
| Copa Mundial de fútbol sala de la FIFA | Copa Mundial de fútbol sala de la FIFA | Copa Mundial de fútbol sala de la FIFA | Copa Mundial de fútbol sala de la FIFA | Copa Mundial de fútbol sala de la FIFA | Copa Mundial de fútbol sala de la FIFA | Copa Mundial de fútbol sala de la FIFA | Copa Mundial de fútbol sala de la FIFA |
| Año                                    | Ronda                                  | J                                      | G                                      | E                                      | P                                      | GF                                     | GC                                     |
| -------------------------------------- | -------------------------------------- | -------------------------------------- | -------------------------------------- | -------------------------------------- | -------------------------------------- | -------------------------------------- | -------------------------------------- |
| 1989 - 2004                            | No participó                           | No participó                           | No participó                           | No participó                           | No participó                           | No participó                           | No participó                           |
| 2008                                   | No clasificó                           | No clasificó                           | No clasificó                           | No clasificó                           | No clasificó                           | No clasificó                           | No clasificó                           |
| 2012                                   | No clasificó                           | No clasificó                           | No clasificó                           | No clasificó                           | No clasificó                           | No clasificó                           | No clasificó                           |
| 2016                                   | Octavos de final                       | 4                                      | 1                                      | 0                                      | 3                                      | 5                                      | 18                                     |
| 2021                                   | Octavos de final                       | 4                                      | 1                                      | 1                                      | 2                                      | 7                                      | 15                                     |
| 2024                                   | No clasificó                           | No clasificó                           | No clasificó                           | No clasificó                           | No clasificó                           | No clasificó                           | No clasificó                           |
| Total                                  | 2/9                                    | 8                                      | 2                                      | 1                                      | 5                                      | 12                                     | 33                                     |

### Copa Asiática de Futsal de la AFC
| Copa Asiática de Futsal de la AFC | Copa Asiática de Futsal de la AFC | Copa Asiática de Futsal de la AFC | Copa Asiática de Futsal de la AFC | Copa Asiática de Futsal de la AFC | Copa Asiática de Futsal de la AFC | Copa Asiática de Futsal de la AFC | Copa Asiática de Futsal de la AFC |
| Año                               | Ronda                             | J                                 | G                                 | E                                 | P                                 | GF                                | GC                                |
| --------------------------------- | --------------------------------- | --------------------------------- | --------------------------------- | --------------------------------- | --------------------------------- | --------------------------------- | --------------------------------- |
| 1999 - 2004                       | No participó                      | No participó                      | No participó                      | No participó                      | No participó                      | No participó                      | No participó                      |
| 2005                              | Primera ronda                     | 6                                 | 2                                 | 1                                 | 3                                 | 13                                | 19                                |
| 2006                              | No clasificó                      | No clasificó                      | No clasificó                      | No clasificó                      | No clasificó                      | No clasificó                      | No clasificó                      |
| 2007                              | No participó                      | No participó                      | No participó                      | No participó                      | No participó                      | No participó                      | No participó                      |
| 2008                              | No clasificó                      | No clasificó                      | No clasificó                      | No clasificó                      | No clasificó                      | No clasificó                      | No clasificó                      |
| 2010                              | Fase de grupos                    | 3                                 | 1                                 | 0                                 | 2                                 | 11                                | 12                                |
| 2012                              | No clasificó                      | No clasificó                      | No clasificó                      | No clasificó                      | No clasificó                      | No clasificó                      | No clasificó                      |
| 2014                              | Cuartos de final                  | 4                                 | 2                                 | 0                                 | 2                                 | 17                                | 22                                |
| 2016                              | Cuarto lugar                      | 6                                 | 2                                 | 1                                 | 3                                 | 19                                | 33                                |
| 2018                              | Cuartos de final                  | 4                                 | 2                                 | 0                                 | 2                                 | 7                                 | 7                                 |
| 2022                              | Cuartos de final                  | 4                                 | 2                                 | 0                                 | 2                                 | 9                                 | 12                                |
| Total                             | 6/16                              | 24                                | 6                                 | 1                                 | 17                                | 70                                | 131                               |